# Dirk Jung
Dirk Jung (1 de mayo de 1956-7 de noviembre de 2019) fue un deportista alemán que compitió para la RFA en taekwondo. Ganó tres medallas en el Campeonato Mundial de Taekwondo entre los años 1977 y 1983, y dos medallas en el Campeonato Europeo de Taekwondo en los años 1978 y 1980.

## Palmarés internacional
| Campeonato Mundial | Campeonato Mundial       | Campeonato Mundial | Campeonato Mundial |
| Año                | Lugar                    | Medalla            | Categoría          |
| ------------------ | ------------------------ | ------------------ | ------------------ |
| 1977               | Chicago (Estados Unidos) | Medalla de bronce  | +80 kg             |
| 1982               | Guayaquil (Ecuador)      | Medalla de oro     | +84 kg             |
| 1983               | Copenhague (Dinamarca)   | Medalla de plata   | +84 kg             |
| Campeonato Europeo |                          |                    |                    |
| Año                | Lugar                    | Medalla            | Categoría          |
| 1978               | Múnich (RFA)             | Medalla de oro     | +80 kg             |
| 1980               | Copenhague (Dinamarca)   | Medalla de oro     | –84 kg             |